# Silvan Gastone Ghigi
Silvan Gastone Ghigi (Venezia, 18 aprile 1928 – Ferrara, 20 febbraio 1973) è stato un pittore e scultore italiano.

## Biografia

### Gli studi
Nacque dai ferraresi Gaetano e Maria Accorsi a Venezia, dove trascorse i primi anni di vita nella casa dei nonni materni. Alla separazione dei genitori, ancora bambino si trasferì a Ferrara assieme alla madre. Dopo le elementari alla scuola Mario Poledrelli, su incoraggiamento di Enzo Nenci, si iscrisse alla scuola d'arte Dosso Dossi, dove fu allievo dei pittori Gino Marzocchi e Nemesio Orsatti e dello scultore Giuseppe Virgili. Interrotti gli studi nel 1943 a causa del conflitto bellico, al termine di esso decise di perfezionarsi a Venezia, frequentando il Liceo Artistico. Attraverso la compagna di studi Bona De Pisis, conobbe l'illustre zio Filippo de Pisis, con il quale lei viveva: fu un incontro determinante per lo sviluppo stilistico della sua pittura. Da lui apprese la caratteristica maniera post-impressionista e la sua sintesi quasi stenografica, benché l'anziano artista cominciasse ad avvertire i primi problemi di salute, legati alla "nevrastenia".

### Periodo parigino
Assimilato appieno il gusto “depisisiano” (e forse consigliato direttamente dal maestro, che vi aveva a lungo soggiornato) e spinto dalle precarie condizioni economiche, decise di trasferirsi in Francia, dove aveva accompagnato il maestro, decidendo poi di trattenersi per circa sette anni, pur con frequenti rientri in patria. Tenne mostre personali, ritraendo personaggi anche famosi (come l'attrice Danielle Darrieux e Aurora Maria della Camera, moglie di Peter Van Wood) e frequentò l'ambiente artistico (sia esistenzialista che “mondano”) di Parigi e della Costa Azzurra. Tra il 1950 ed il 1955, espose a Montecarlo, Cannes, Losanna, Ginevra e Palma de Majorca.

### Il ritorno a Ferrara
Tornato definitivamente a Ferrara, anche a causa delle continue insistenze della madre, che desiderava che le restasse accanto, fece fatica a riadattarsi al clima conformista e provinciale, dal quale riceveva critiche per l'ormai nota diversità sessuale pur assolvendo a numerose committenze ritrattistiche da parte della buona borghesia cittadina.
Non potendo mantenersi con la sola pittura, nel 1960 aprì uno studio presso la casa del cineasta Antonio Sturla, con il quale collaborò disegnando i titoli di testa di alcuni documentari per la Phoebus Film.
Grazie al boom economico, la città andava riempiendosi di caffè, sale da ballo e ristoranti; Silvan venne chiamato a decorarli con le sue finte ceramiche e bassorilievi in scagliola: tra i primi, il Bar Venezia di viale Po, il Bar Astra di viale Cavour, Olimpico ed il bar Galletto di via Fondobanchetto; tra le seconde, Dancing Arlecchino di via Arianuova e la Porta d'oro di via Mortara. Lavorò inoltre alla decorazione della sala biliardi di via Saraceno e della Birreria Pedavena ad altri locali del forese oltre a balere, tipo la Sala Volta di San Bartolomeo in Bosco ed un albergo-ristorante a Santa Maria Codifiume: tutti questi lavori gli consentirono uno stile di vita più agiato. Creò inoltre il logo, divenuto celebre, della storica torrefazione La Brasiliana.
Decorò piatti in terracotta e ceramica ornati finemente, datati al 1959 e recuperati in una collezione privata ferrarese: sulla superficie, dipinti ad olio, vi sono i soggetti Carnevale, Canzone alla luna, Teatrino, La chitarra, La fisarmonica. Dipinse anche pannelli per mobili, produsse svariate opere grafiche spesso di soggetto sartoriale per i clienti della madre sarta e fu anche stilista di calzature per il Calzaturificio The Castle. Restaurò inoltre alcuni stucchi ottocenteschi nel soffitto nella Sinagoga di Ferrara nel 1960 e decorò edifici privati quali Casa Verzella-Affaticati, Casa Rizzo, Casa Avenanti, nonché casa Mantovani a Mirabello. 

### Pittura ed altre attività
Portò così in città e in tutta la provincia un raffinato gusto decorativo assimilato negli anni parigini, svecchiando la tradizione dei suoi conterranei: i soggetti più interessanti risultano forse i personaggi della Commedia dell’arte, sorta di maschere neo-tiepolesche e le allegorie caffearie, in cui i chicchi di caffè diventano figure a rilievo quasi antropomorfe.
La sua pittura si esplicò nella ritrattistica, nel paesaggio e nella natura morta. Il segno appreso da de Pisis e dai francesi Bonnard, Gen Paul e Dufy fu messo al servizio di un'indubbia abilità di mano (seppur talora corriva), con un segno nervoso e spumeggiante che negli anni del boom economico lo fece assai amare dalla borghesia ferrarese, disposta persino a perdonargli vizi ed eccentricità, dalle passioni omofile alle inclinazioni alcoliste. Tra le opere pittoriche, rilevanti risultano i vari nudi dei tanti ragazzi conosciuti, svolti sensualmente alla maniera di de Pisis, mentre in altri casi sono ritratti a mezzo-busto a olio o a china, con un taglio più corposo rispetto a quello del maestro. Alcuni suoi dipinti sono conservati presso la collezione d'arte della Cassa di Risparmio di Ferrara; un suo disegno, di soggetto religioso, è presso il Museo Mariano di Arte Sacra Contemporanea a Comacchio.
Produsse in serie anche maschere africaneggianti, vendute per poche lire o regalate agli acquirenti delle sue opere pittoriche e diede lezioni private di pittura a giovani artisti suoi concittadini, tra cui Adelchi-Riccardo Mantovani e Rosamaria Benini. Nel 1973 venne chiamato a collaborare alla realizzazione del film ambientato a Ferrara La ragazza fuoristrada del regista Luigi Scattini. Nel film compaiono vari suoi quadri, fra cui un ritratto della protagonista Zeudi Araya, attribuiti nella finzione al pittore Pinìn.

### Esposizioni ed illustrazioni
Oltre a quelle già citate, Ghigi tenne molte mostre personali a Ferrara e in provincia, sia in gallerie private che in negozi di arredamento, firmando sempre i suoi dipinti con il solo primo nome di battesimo, Silvan e mantenendo stretti rapporti culturali con l'ambiente veneto, illustrando libri in vernacolo (“Co' na' ganassa sola” di Giovanni Organo, 1971); un suo quadro venne scelto per la copertina di una raccolta di sei racconti di Gianfranco Rossi. Tra il 1963 ed il 1970, tenne mostre personali anche a Bologna, Venezia, Firenze, Chiavari, Rapallo e Portofino e nel 1971 in Inghilterra.
Il suo ultimo studiolo, nei pressi dell'acquedotto ferrarese in via XXIV maggio, era ricavato dai locali della cantina della sua abitazione, in cui si rinchiudeva quando veniva colto dalle sue non rare crisi esistenziali.
Durante il periodo della consulenza al film, sopraggiunse la morte dai toni quasi “pasoliniani”: scaricato dall'auto di un compagno occasionale, fu travolto da un camion sulla statale 16 Adriatica alle quattro del mattino, morendo nell'Arcispedale Sant'Anna di Ferrara a seguito delle ferite riportate, a soli 44 anni.
La madre Maria, con la quale egli visse sino all'ultimo giorno, decise di donare, congiuntamente a suo fratello Antonio, alcune opere di Silvan in loro possesso, al Museo Civico d'Arte Moderna di Ferrara, che attualmente annovera quindici dipinti.

## Opere
- Volto nel volto, 1958-60
- Sul tavolo di cucina, 1963, olio su compensato, collezione Lazzari
- Pappagallo, 1960, olio su cartone
- Lettere d'amore, 1960, olio su cartone
- Nudo disteso, 1960, olio su tela
- Anatre mute, 1961, olio su cartone
- Alzata di frutta (natura morta), 1963, olio su cartone
- Mia madre, 1963,  olio su cartone
- Ritratto di Lello, 1963, olio su carta, collezione Scardino
- Ritratto di Lello, 1963, olio su carta, collezione Grisanti
- Ritratto di Luisa, 1964, olio su cartone
- Natura morta con il melone, 1965, olio su cartone
- Figura (Roberta), 1965, olio su cartone
- Il duomo, 1966, olio su cartone
- Mele verdi, 1967, olio su cartone
- La sedia verde, 1968, olio su tela
- Madonna, 1969,  olio su cartone
- Venezia, 1970, olio su tela
- Vaso di fiori, 1970, olio su cartone
- Fagiano, 1970, olio su cartone
- Ragazzo in blu, 1971, olio su cartone riportato su compensato
- Chioggia, 1971, olio su compensato
- Il candelabro, 1972, olio su cartone
- Crocifissione, 1972, olio su cartone
- Paesaggio, 1972, olio su cartone
- Chiesa della Salute, 1972, olio su cartone
- Paul, 1972, olio su cartone
- Il tuo ciondolo. Autoritratto, 1972, olio su cartone
- Fiori, 1972, olio su cartone
- Fiori viola, 1972, olio su cartone
- La finestra in riva al mare, 1972
- Fiori, 1972, olio su cartone
- Il Dottor Esposito, inchiostro su carta
- Ritratto di Giuliani, olio su compensato
- Nudo disteso, Museo Civico de Pisis, Ferrara
- Café de Paris, olio su compensato, Ferrara, collezione Scardino
- Chierichetti, olio su cartone
- Campagna primaverile, olio su tela
- Natura morta con pere, olio su cartone
- Giovane ragazza a mani conserte, olio su cartone
- Vaso di fiori con doppio autoritratto, olio su cartone
- Paesaggio primaverile, olio su tela
- Natura morta con coppia ferrarese, olio su cartone
- Il fiore nella brocca, olio su cartone
- Vaso di fiore e candeliere, olio su cartone
- Un bicchierino di liquore rosso, olio su cartone
- Il cesto del pane, olio su cartone
- Natura morta con tordo (A te), olio su cartone
- Natura morta con violino, olio su cartone
- Fiori, olio su cartone
- Pesci, olio su tela
- Natura morta, olio su cartone
- Campagna ferrarese, olio su cartone
- Mariano, olio su cartone, Ferrara, collezione Scardino
- Fiori viola, olio su cartone